# Dialetto canavesano
Il canavesano (nome nativo canavzan [kanawˈzaŋ]) è un dialetto settentrionale della lingua piemontese parlato principalmente nella zona del Canavese. Costituisce uno dei tre rami principali in cui si dividono i dialetti della lingua piemontese insieme al piemontese occidentale e al piemontese orientale.
Il canavesano non è però un dialetto uniforme in tutta la subregione: presenta differenze, talvolta anche notevoli, da una zona all'altra: differenziazioni subdialettali si evidenziano in particolare fra il Canavese occidentale e meridionale ed il Canavese orientale e settentrionale.

## Scrittori e poeti
Non esistendo una grammatica canavesana normata, molti poeti locali hanno utilizzato spesso grafie eterogenee più o meno distanti dalla grafia normalizzata, stabilita dai Brandé negli anni '20, con la quale è possibile scrivere il piemontese e tutti i suoi dialetti, canavesano compreso.
Nella metà del XVIII secolo Bernardino Biondelli raccolse alcuni esempi di scritti in canavesano, tra cui "La parabola del Fioeu Trason" A cavallo tra il XIX ed il XX secolo spicca Pietro Corzetto Vignòt (che si firmava Peder Kurzat Vignòt), originario di Rueglio.

## Caratteristiche
Il dialetto canavesano ha dei suoni particolari e la parlata varia molto da zona a zona; vi sono tuttavia elementi unificanti che ci indicano, sentendoli, che ci troviamo di fronte a una parlata canavesana. Per esempio:
- la negazione che in piemontese comune è "nen" o "pa" in canavesano diventa spesso "nin" o "gnin"
- verbi come "tu sei", "io ho", "tu hai", "io so", che in piemontese comune si dicono ti it ses, mi i l'hai, ti it l'has, mi i sai in canavesano diventano (ma non dovunque) ti t'è, mi i l'heu\mi i l'hon (pronuncia: "mi i lùn"), ti t'hèi, mi i son; le varianti comunque sono molte.
- nel canavese occidentale si tende a spostare l'accento sull'ultima sillaba: piemontese comune La galin-a rossa a corìa, canavesano occidentale la galinà rossà a corià (la gallina rossa correva)

## Modi di dire
(Nella grafia piemontese la O senza accenti si pronuncia come la U italiana, che la Ë generalmente ha un suono sordo e che la U si pronuncia come la U francese.)
- A l'é bianch 'me la coa dël merlo.

È bianco come la coda del merlo.
- Nel Canavese, come in tutto il Piemonte, vengono dati dei soprannomi agli abitanti di ciascun comune. Alcuni esempi per il Canavese:

Bairo = ij tirapere (i tirapietre, perché avevano l'abitudine di accogliere i forestieri, soprattutto quelli che venivano a corteggiare le fanciulle del posto, a suon di pietre);
Castellamonte = ij pignater (artigiani che fanno le pignatte o tofeie);
Corio = j'ampichè (gli impiccati, perché un tempo in questo comune c'era un tribunale e si erigeva la forca, vd. Rocca Canavese);
Rivarolo = ij biàuta-gambe (i dondola-gambe, cioè fannulloni);
Ozegna = ij gavasson (il collo ingrossato dalla tiroide);
Priacco= ij capej forà ("cappelli bucati");
Rocca Canavese = ij brusaton (i bruciacchiati, perché a Rocca in antico si portavano a bruciare i cappi del patibolo di Corio, vd. sopra);
San Giusto Canavese = ij singher (gli zingari);
Rivara = ij strassapapé "stracciacarte", derivazione di una leggenda secondo cui nel '500, durante la stesura di un atto notarile (in cui il notaio scriveva cifre maggiorate in favore dei conti rispetto a ciò che veniva detto al popolo), un coraggioso cittadino, dopo aver sbirciato il documento, lo prese dalle mani del notaio e lo strappò davanti alla folla radunatasi.
Foglizzo = ij cagaverd (mangia rane);
Caluso = ij bambas (stoppino dei ceri, perché misero in forno i ceri piegati per raddrizzarli ed usarli in processione: ovviamente la cera si fuse e rimasero solo gli stoppini);
Barone = ij tirapere (i Baronesi tiravano i sassi a quelli di Orio);
Favria = ij tajastrass ("taglia stracci", ovvero pettegoli. Deriva dal modo di dire "tagliare il vestito su misura", cioè farsi i fatti altrui)
Bosconero = ij plareuj (i prataioli)
Strambino = le panse longhe (letteralmente ''le pance lunghe'', figurativamente ''i buongustai'', probabilmente per la presenza di una residenza nobile)

## Toponimi
| Nome italiano                 | Nome in dialetto |
| ----------------------------- | ---------------- |
| Agliè                         | Ajè              |
| Barbania                      | Barbanià         |
| Bosconero                     | Bosnèir          |
| Caluso                        | Calüso           |
| Candia Canavese               | Cangia           |
| Castellamonte                 | Castlamont       |
| Castelnuovo Nigra (capoluogo) | Sale             |
| Ceresole Reale                | Ciresòle         |
| Chiaverano                    | Ciavran          |
| Chivasso                      | Civass           |
| Ciconio                       | Sicheugn         |
| Cirié                         | Siriè            |
| Corio                         | Cheuri           |
| Cuorgnè                       | Corgnè           |
| Feletto                       | Flet             |
| Foglizzo                      | Fojiss           |
| Forno                         | 'l Forn          |
| Ivrea                         | 'Nvrèja          |
| Lusigliè                      | Lusijè           |
| Levone                        | Alvon            |
| Maglione                      | Majon            |
| Mazzè                         | Massè            |
| Montanaro                     | Montanè          |
| Perosa Canavese               | Prosa            |
| Priacco (fraz. di Cuorgnè)    | Prié             |
| Rivara                        | Rüvèra           |
| Rivarolo Canavese             | Rivareul         |
| Rondissone                    | Rundisün         |
| San Benigno Canavese          | San Balègn       |
| San Giusto Canavese           | ‘l Zerb          |
| San Giorgio Canavese          | San Giòrs        |
| Settimo Rottaro               | Seto             |
| Vialfrè                       | Jafrèj           |
| Volpiano                      | Volpian          |

## Uso
Il canavesano ha risentito, a partire dagli anni '60, di un notevole calo di utilizzo nell'ambito familiare. La preponderanza culturale dell'italiano, che si è diffuso molto velocemente grazie alla scuola ma anche ai nuovi mezzi di comunicazione come la televisione, ha fatto sì che parlare "in dialetto" fosse avvertito come diseducativo nei confronti dei minori. Ne è seguito che i genitori parlavano in dialetto tra loro, ma in italiano coi figli, per paura di influenzare negativamente il loro studio scolastico della lingua italiana. Il canavesano rischia così, come tutti gli altri dialetti piemontesi, di scomparire in breve tempo. L'unico modo di evitare ciò è che il dialetto venga parlato ai bambini, nell'ambito familiare. Fortunatamente negli ultimi anni la situazione sembra andare in controtendenza: molti giovani hanno riscoperto la lingua regionale e la utilizzano in famiglia: capita sovente, infatti, per ora quasi esclusivamente in provincia, di sentire bambini dire qualche frase in piemontese, senza più essere sgridati dai genitori per questo, come avveniva fino a pochi anni fa.